# 大泉堂
大泉堂（おおいずみどう）は、徳島県美馬郡つるぎ町貞光字岡にある仏堂。端（はば）四国八十八箇所霊場（四国八十八箇所の縮小版として現在のつるぎ町と東みよし町に江戸時代に設けられた）第十三番札所。　

## 概要
江戸時代の享保年間に建立された。本瓦葺宝形造の三間堂で、縁を設けない簡易な作りで仏間を中央奥に張出して天井を棹縁天井とする。桁行4メートル、梁間3.9メートルの三方吹放ち建築である。
2017年5月2日、「端四国八十八箇所霊場の仏像御堂群」の一つとして、国の登録有形文化財に登録された。

## 参考資料
- 端四国八十八ヶ所ミニガイドブック、つるぎ町商工会女性部、刊行年不明、7ページ（つるぎ町教育委員会が希望者に配布したもの）